# Aachener Straße 160 (Mönchengladbach)

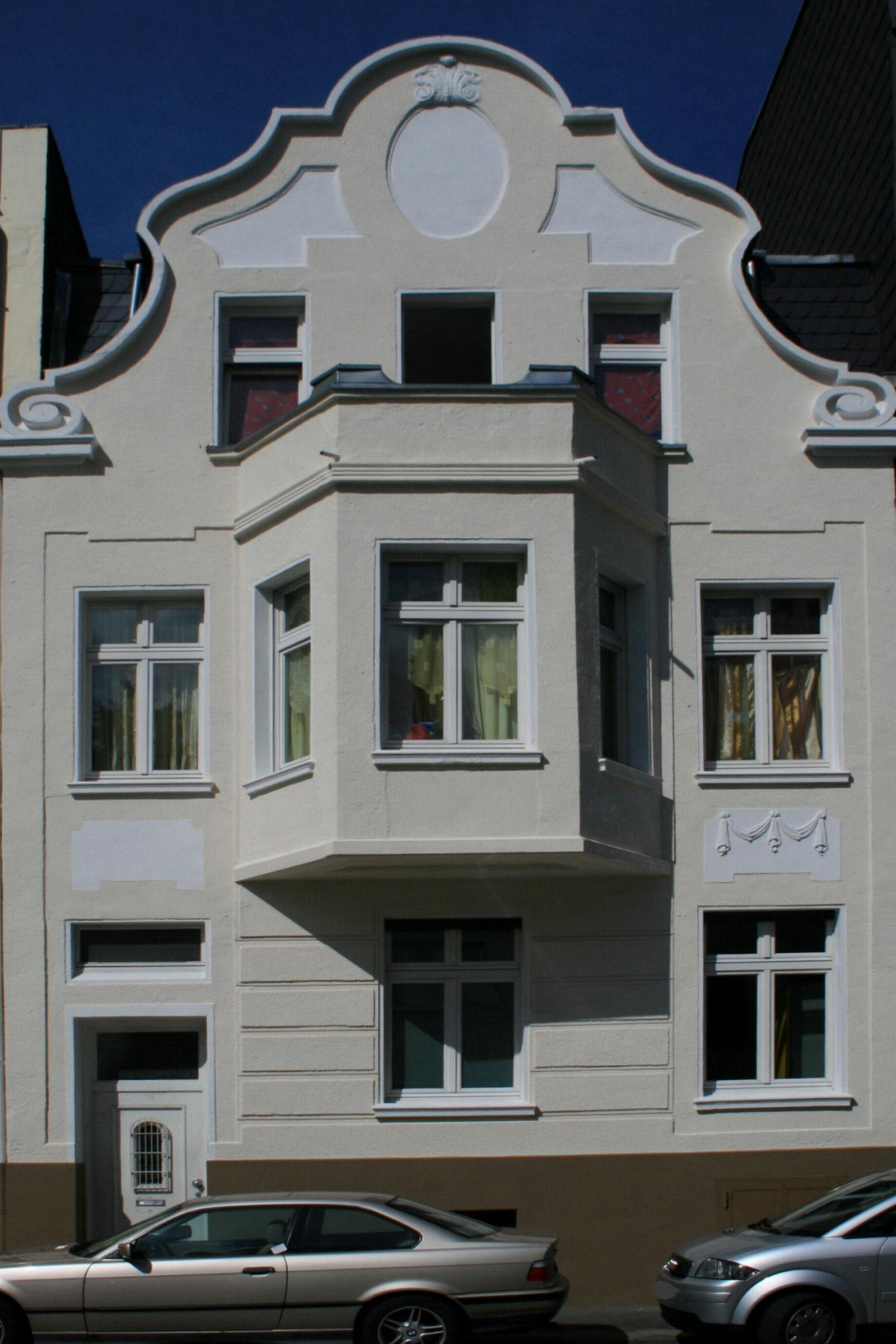
Wohnhaus Aachener Straße 160 (2010)

Das Wohnhaus Aachener Straße 160 steht in Mönchengladbach (Nordrhein-Westfalen) im Stadtteil Westend. Es wurde 1904 erbaut. Das Haus ist unter Nr. A 004 am 4. Dezember 1984 in die Denkmalliste der Stadt Mönchengladbach eingetragen worden.

## Architektur
Es handelt sich um einen zweieinhalbgeschossigen Putzbau (Rauputz) von drei Achsen unter modifiziertem Mansarddach. Symmetrische Fassadengliederung unter Betonung der Mittelachse mittels dreifach gebrochenem Erker und einem annähernd die gesamte Hausbreite umspannenden Schweifgiebel. Unterbrechung der Symmetrie nur durch den linksseitig angeordneten Hauseingang. Eine horizontale Gliederung vermitteln der abgesetzte Kellersockel, die Quaderimitation (Fugenschnitt) des Erdgeschosses und eine schlichte Stuckrahmung, die beide Geschosse zusammenfasst.
Die axial übereinander angeordneten Fenster der beiden Hauptgeschosse sind als gleichförmige Hochrechtecke mit profilierten Sohlbänken und schmaler Putzrahmung ausgebildet. Die das Mittelfenster des Erkers flankierenden Seitenfenster sind bei gleicher Ausführung schmaler dimensioniert. Das Giebelfeld öffnen zwei analog schmal formulierte Hochrechteckfenster und mittig ein französisches Fenster, das Zutritt zum davorliegenden Balkon gewährt. Die flach aufgetragene Stuckornamentik, zum Teil nur in Form plakativer Putzfelder, (Giebelfeld) orientiert sich an Formen des Jugendstils und beschränkt sich auf Brüstungsschmuck und profilierte Abschlussgesimse. Das Gebäude wurde im Oktober 1909 fertiggestellt.